# 新帕卡阿斯國家公園
11°10′S 63°26′W / 11.16°S 63.43°W
新帕卡阿斯國家公園（葡萄牙語：Parque Nacional de Pacaás Novos），是巴西的國家公園，位於該國西北部朗多尼亞州，成立於1979年9月21日，佔地約70.9萬公頃，每年平均降雨量764毫米。